# Psammameira reducta
Psammameira reducta är en kräftdjursart som beskrevs av Wells 1967. Psammameira reducta ingår i släktet Psammameira och familjen Ameiridae. Inga underarter finns listade i Catalogue of Life.